# Tales of Monkey Island
Tales of Monkey Island (česky Příběhy Opičího Ostrova) je grafickou adventurou vyvinutou společností Telltale Games ve spolupráci s LucasArts. Tato již pátá hra z prostředí světa Monkey Island hráče postaví do role smolařského piráta Guybrushe Threepwooda, který se znovu pokouší zachránit svou milovanou před nemrtvým pirátem LeChuckem a přitom zbavit Karibik voodoo neštovic. Hra bude vydána pro platformy Windows a Wii v pětidílných sériích, přičemž jednotlivé díly budou vzdávány vždy po měsíci. První díl byl vydán 7.7.2009. Na rozdíl od ostatních epizodických her od Telltale Games jednotlivé episody Tales of Monkey Island na sebe přímo navazují.

## Hra
Stejně jako její předchůdci jsou Tales of Monkey Island grafickou adventure hrou. Hráč se zhostí role hlavního hrdiny Guybrushe Threepwooda, "mocného piráta", se kterým bude prozkoumávat 3D prostředí hry a řešit různé hádanky. V nich se musí využívat kombinací prostředí hry či nalezených předmětů. Na rozdíl od předchozích her od Telltale Games lze nalezené předměty v inventáři kombinovat i mezi sebou. Hru lze ovládat pomocí klávesnice a myši na PC nebo na Wii nunchakem. Každá kapitola má předpokládaný herní čas mezi 2 až 4 hodinami. Je zde také zaveden systém rad na co by se měl hráč zaměřit pokud delší dobu tápe.
Kromě samotné hry je v prvním díle série také minihra v podobě "Lovení pokladů" (Treasure Hunt), kde člověk najde na internetu mapu k pokladu a poté ho podle ní ve hře hledá.

## Zápletka
Tales of Monkey Island se odehrává několik let po Escape from Monkey Island. Guybrush strávil několik let tím že brázdil sedm moří aby našel voodoo artefakty nutné k vytvoření meče který by byl schopen zničit LeChucka jednou pro vždy. Když je všechny získá spěchá zachránit svou ženu, guvernérku Elaine Marley, která je unesena LeChuckem. Jeho první pokus o vytvoření meče selže a je nucen improvizovat, což má za následek že místo aby byl LeChuck zabit, stane se člověkem a Guybrushova ruka je infikována "neštovicemi LeChucka" které ji dají vlastní vědomí, takže si dělá co chce. Následná exploze odhodí Guybrushe do moře a je vyplaven na Flotsam Island.

## Kapitoly
1. "Launch of the Screaming Narwhal" ("Vypuštění řvoucího Narvala")
2. "Siege of Spinner Cay" ("Obléhání Spinner Cay")
3. "Lair of the Leviathan" ("Doupě Leviathana")
4. "The Trial and Execution of Guybrush Threepwood" ("Soud a poprava Guybrushe Threepwooda")
5. "Rise of the Pirate God" ("Zrození pirátského boha")